# Harry Potter i Kamen mudraca (igra)
Harry Potter i Kamen mudraca ime je videoigre. Prve su četiri verzije izdane 2001. za PC, Game Boy Color, Game Boy Advance i PlayStation. Druge verzije, za Nintendo GameCube, PlayStation 2 i Xbox, izdane su 2003. Igra se temelji na romanu J. K. Rowling, Harry Potter i kamen mudraca. Mnoge su recenzije igre bile kritične, najviše zbog jednostavnog načina igre koji je prikladan za mlađu publiku.

## Likovi

### Igrivi likovi
- Harry Potter: Glavni lik. U Gryffindorima je i najbolji su mu prijatelji Ron Weasley i Hermione Granger.

### Ostali
- Hermione Granger: Harryjeva najbolja prijateljica. Ponekad mu pomaže da pronađe učionice i da svlada neke čarolije.
- Ron Weasley: Harryjev najbolji prijatelj. Ron također ponekad vodi Harry do učionica.
- Fred i George Weasley: Ronova starija braća. Poznati su po svojoj sklonosti šalama i nepodopštinama. Uče Harryja osnovne akcije (penjanje i skakanje) na početku igre. Tijekom igre od njih se za Grah sveokusnjak Betrieja Botta mogu dobiti karte iz čokoladnih žaba.
- Draco Malfoy: Harryjev neprijatelj. Malfoyja najčešće možemo vidjeti u društvu Vincenta Crabbea i Gregoryja Goylea.
- Albus Dumbledore: Ravnatelj Hogwartsa. Tijekom igre daje Harryju korisne savjete.
- Profesor Quirrell: Profesor Obrane od mračnih sila. Quirrella kontrolira Lord Voldemort.
- Minerva McGonagall: Profesorica Preobrazbe i predstojnica doma Gryffindora.
- Madam Hooch:Instruktorica letenja.
- Severus Snape : Profesor Čarobnih napitaka i predstojnik doma Slytherina. Favorizira učenike iz svog doma.
- Filius Flitwick: Profesor Čarolija i predstojnik doma Ravenclawa.
- Profesorica Sprout: Profesorica Travarstva i predstojnica doma Hufflepuffa.
- Rubeus Hagrid: Prijateljski poludiv kojeg se obično može naći u njegovoj kolibi.
- Lord Voldemort: Poznati i kao Gospodar tame, Voldemort je najveći negativac u igri. Harry ga mora pobijediti na kraju igre.
- Peeves: Duh koji uživa u stvaranju kaosa u Hogwartsu. Ako Harry naiđe na njega, Peeves će stvarati nered dok ga se Harry ne riješi.

## Čarolije
- Flipendo: Čarolija koja ruši, tj. premješta različite predmete i posebno označene kamene blokove i omamljuje magična stvorenja. Harry je naučio tu čaroliju na prvom satu Obrane od mračnih sila (PC), odnosno od Gotovo Bezglavog Nicka (PS).

- Alohomora  (PC): Čarolija kojom se otključavaju čarobne ključanice. Harry je čaroliju naučio od Hermione prije sata Čarolija.

- Wingardium Leviosa: Čarolija pomoću koje manji kameni blokovi mogu letjeti. Harry je naučio ovu čaroliju na satu Čarolija.

- Incendio: Ispuhuje Bodljikavo grmlje i privremeno omamljuje Otrovne tentakule. Harry je čaroliju naučio na Travarstvu.

- Lumos (PC i PS2): Stvara svjetlosne platforme po kojima Harry može hodati ili omogućuje nestajanje određenog dijela zida. Harry je naučio čaroliju na drugom satu Obrane od mračnih sila.

- Verdimillius (PS): Čarolija koja se baca na nevidljive platforme koje se zatim pojavljuju. Harry zatim može hodati po platformama prije nego što one opet postanu nevidljive. Čaroliju je naučio na satu Obrane od mračnih sila.

## Stvorenja
- Gnomovi: Gnomovi su dosadna i napasna stvorenja koja kradu grah sveokusnjak Betrieja Botta i smanjuju energiju kada se zabiju u Harryja.
- Vatreni rakovi: Kornjače-rakovi koji izbacuju vatru (iz stražnjeg dijela).
- Puževi: Ovi su puževi otrovni i smanjuju Harryjevu energiju ako ih dotakne ili prođe preko njihovih tragova.
- Bodljikavo grmlje: Grmlje koje ispaljuje šiljke ako se previše približite.
- Otrovna tentakula: Biljka s glavama koje vole gristi.
- Vilenice: Plava leteća stvorenja koja grizu.

## Predmeti
- Grah sveokusnjak Bertieja Botta: Raznobojni grah kojeg možete pronaći u cijelom Hogwartsu i njegovoj okolici.
- Čokoladne žabe: Povećavaju Harryjevu energiju kada je ozlijeđen.
- Čarobnjačke karte: Također ih možete pronaći oko Hogwartsa, a ako skupite 24 karte i imate najmanje 250 sveokusnjaka te porazite Onoga-čije-se-ime-ne-smije-izgovoriti dobit ćete i posljednju, tajnu, kartu.

## Radnja
Za cijelu radnju pogledajte članak Harry Potter i kamen mudraca.
Harry Potter jedanaestogodišnjak je koji živi sa svojom tetom i tetkom. Saznaje da je čarobnjak i odlazi na školovanje u školu vještičarenja i čarobnjaštva Hogwarts. Tijekom školske godine uči nove čarolije koje će mu pomoći pobijediti najvećeg zlog čarobnjaka, Lorda Voldemorta.

## Vanjske poveznice
- Službena stranice (UK)